# Парусник агестор
Парусник агестор (лат. Papilio agestor) — бабочка семейства парусников или кавалеров (лат. Papilionidae).

## Внешний вид
Размах крыльев от 8 до 9,5 см. Бабочка сильно отличается от представителей рода Papilio. Она похожа на вид Данаида сита (Parantica sita) из семейства Данаиды. У этих видов одинаковая окраска, особенности полёта, а также расположение крыльев при посадке.

## Распространение
Распространён в северной части Индии, Мьянме, Таиланде, Китае, Вьетнаме, Лаосе и Малайзии.

## Образ жизни
Самцы охраняют свою территорию, отгоняя соперников и привлекая самок.

## Размножение
Самки откладывают яйца на листья махилуса из семейства лавровых.